# Carl Andre

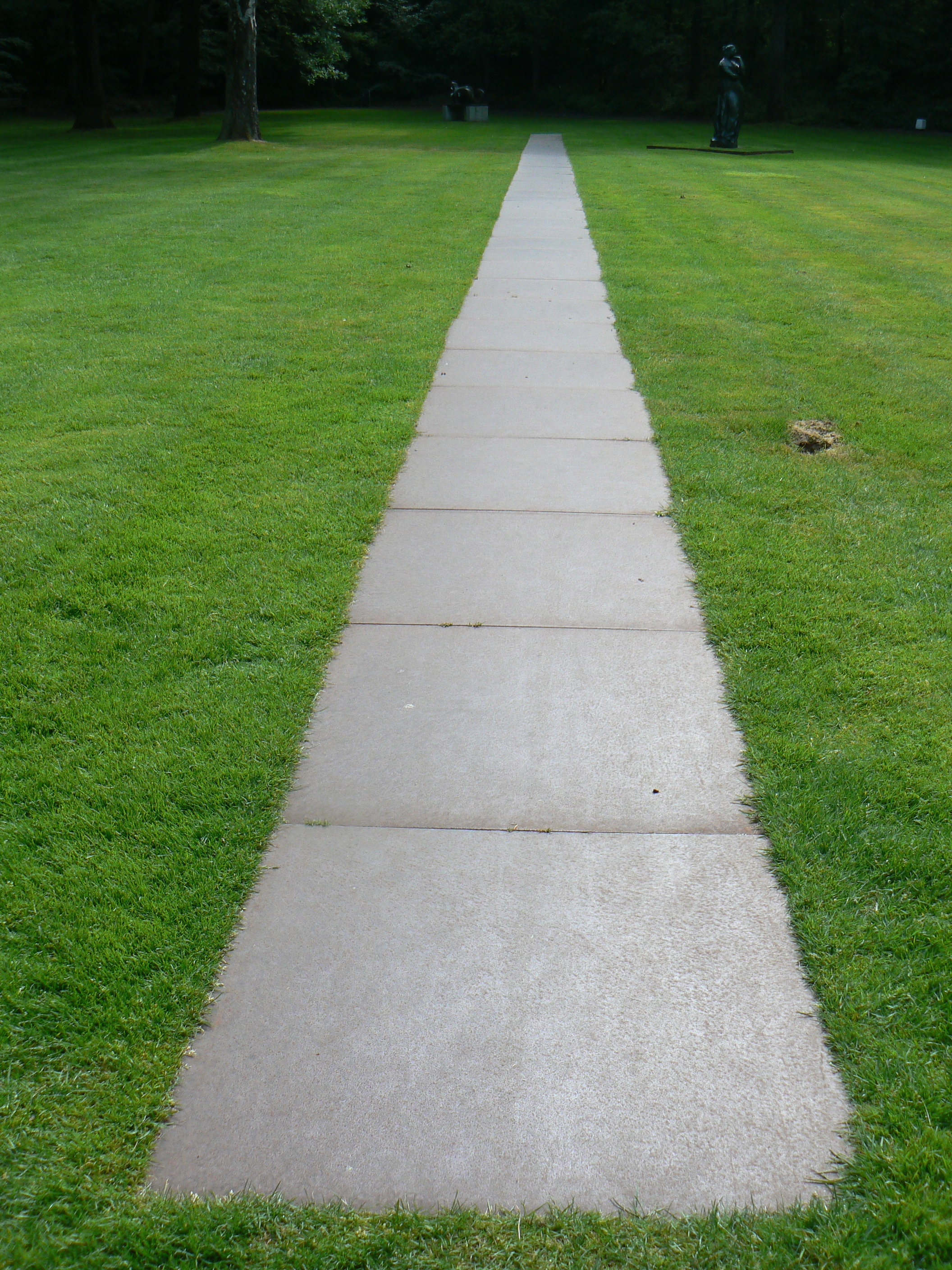
43 Roaring forty av Carl Andre i Otterlo i Nederländerna.

Carl Andre, född 16 september 1935 i Quincy, Massachusetts, död 24 januari 2024 i New York, var en amerikansk skulptör inom minimalismen.
Åren 1964–1965 ställde Carl Andre ut "primära strukturer", som den trappformiga två meter höga Cedar Piece i trä. I sina så kallade utspridda verk använder sig Andre av fyrkantiga arrangemang av frigolitstänger, magnesiumplåtar, tegelstenar med mera, vid ett tillfälle 184 höstackar på en åker. Han menade att själva platsen skulle betraktas som skulptur.
Carl Andre var gift med den feministiska performanceartisten Ana Mendieta. Hon avled efter att ha fallit från balkongen till parets lägenhet. Andre hävdade att det rörde sig om självmord, men ställdes inför rätta för mord och frikändes.